# Thomas Doughty
Thomas Doughty (Filadélfia, 19 de julho de 1793 – 22 de julho de 1856) foi um artista norte-americano associado à Escola do Rio Hudson.

## Biografia
Nascido na Filadélfia, Thomas Doughty foi o primeiro artista norte-americano a trabalhar exclusivamente como paisagista e teve sucesso tanto por sua habilidade quanto pelo fato de os americanos estarem voltando seu interesse para a paisagem. Ele era conhecido por suas paisagens tranquilas e geralmente atmosféricas dos rios e montanhas da Pensilvânia, Nova York, Nova Inglaterra e especialmente o Vale do Rio Hudson. Ele aprendeu sozinho a pintar enquanto era aprendiz de um fabricante de couro. Em 1827, foi eleito acadêmico honorário da National Academy of Design.
Ele trabalhou principalmente na Filadélfia, mas também viveu e trabalhou em Boston e Nova York.

## Galeria

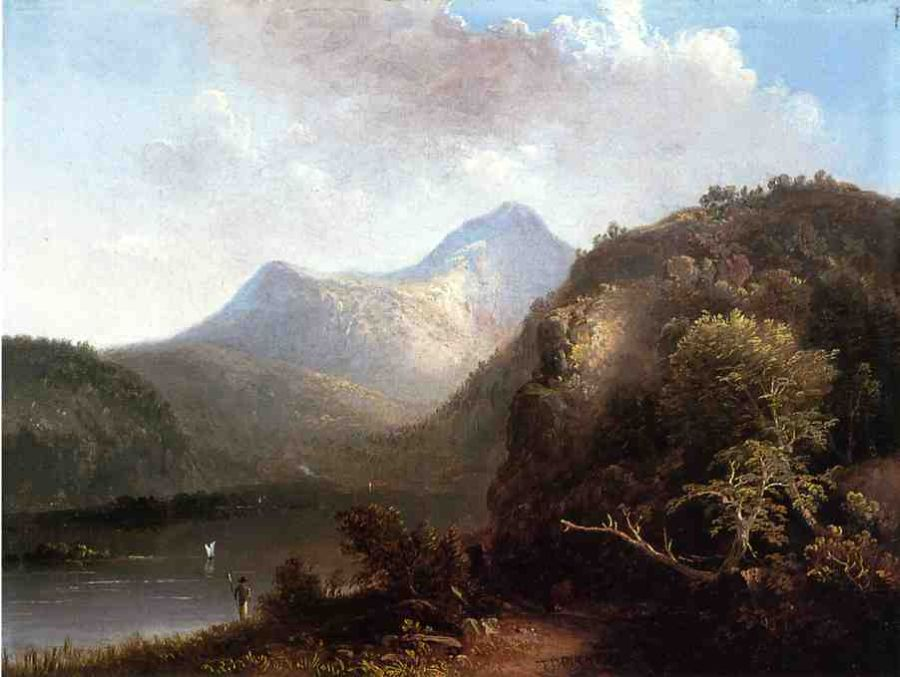
Vista do Maine, 1834
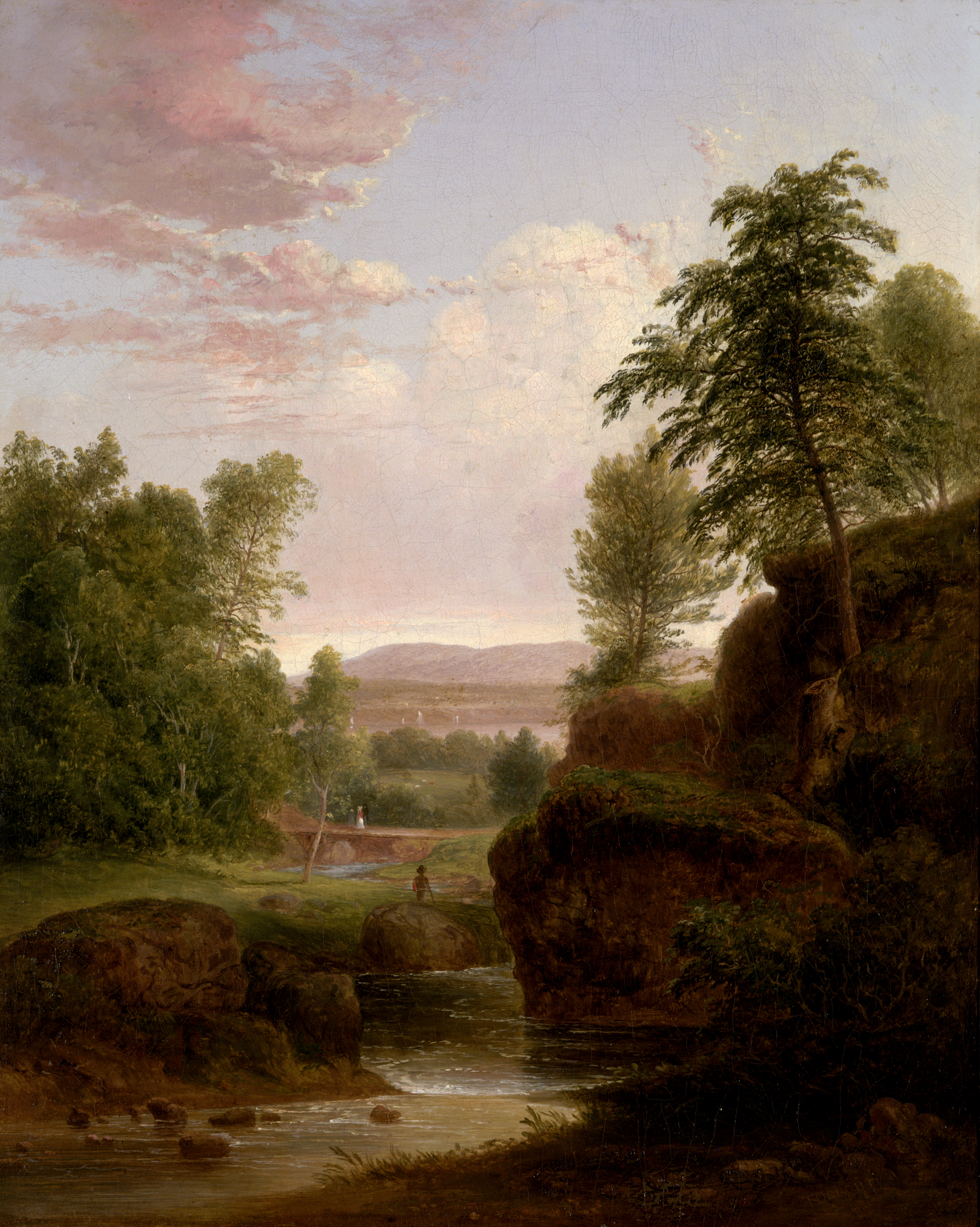
Vista para o rio Hudson, 1839, Museu de Arte da Universidade de Princeton
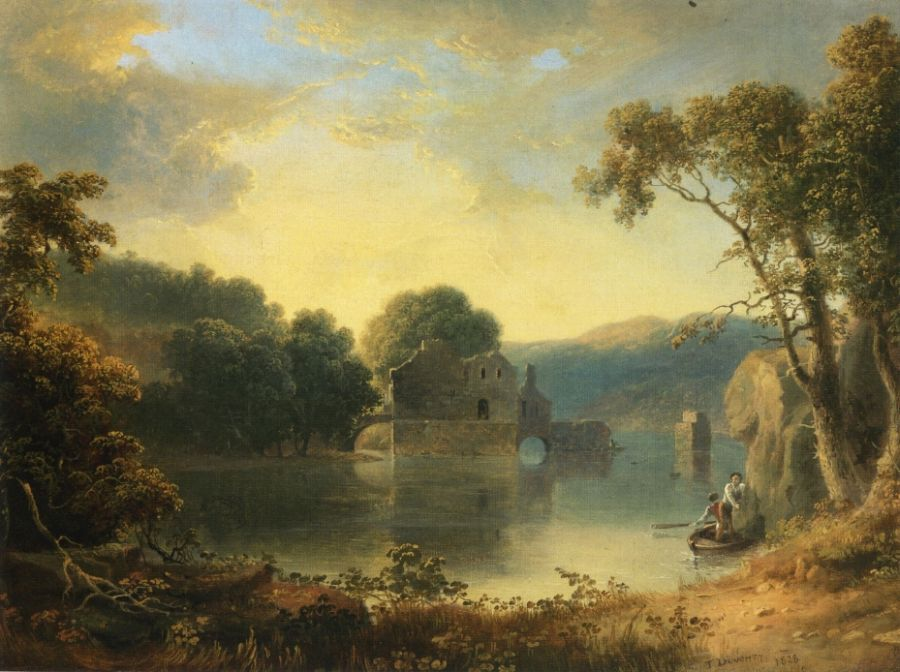
Ruínas em uma paisagem, 1828
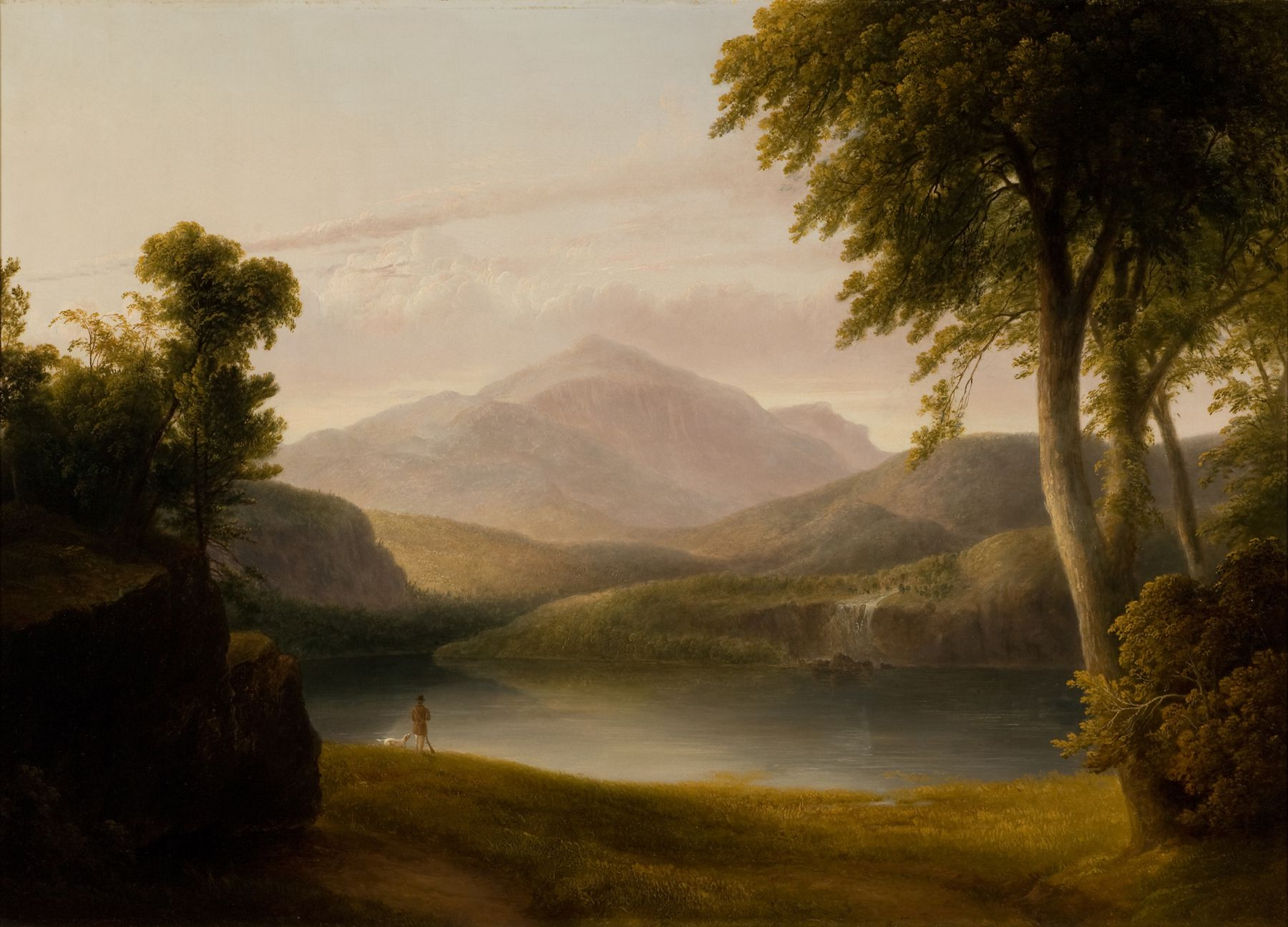
Em Catskills, 1836, Reynolda House Museum of American Art
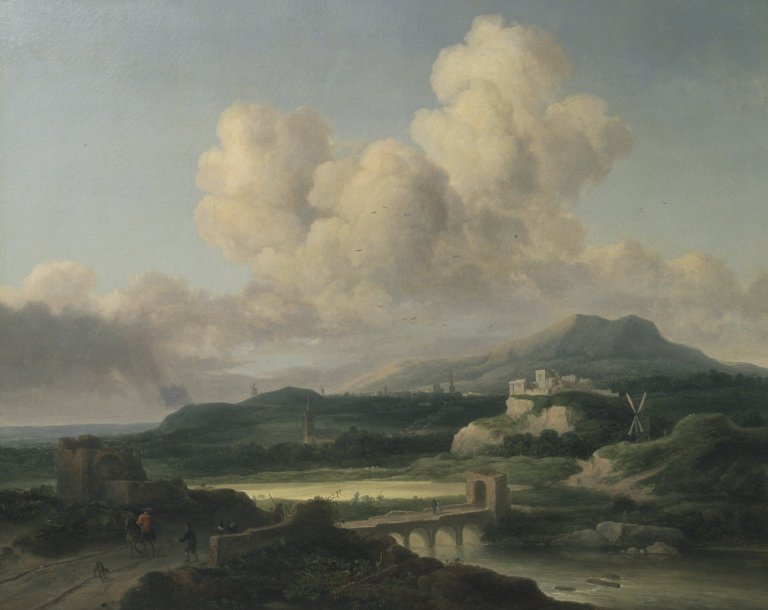
Paisagem depois de Ruisdael , ca. 1846, Brooklyn Museum
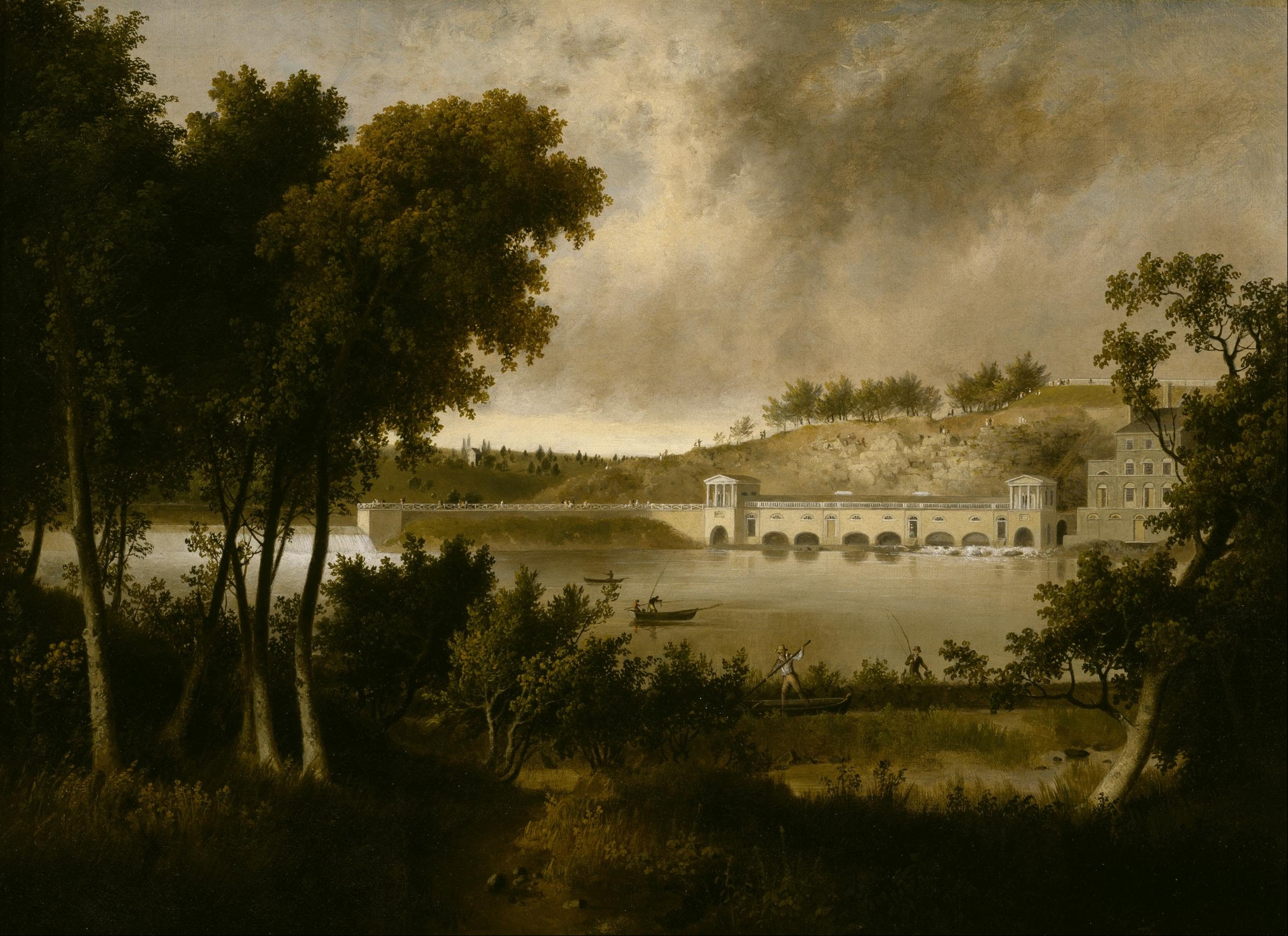
Vista do sistema hidráulico Fairmount , Filadélfia, do lado oposto do rio Schuylkill , 1824/26, Museu de Belas Artes, Houston
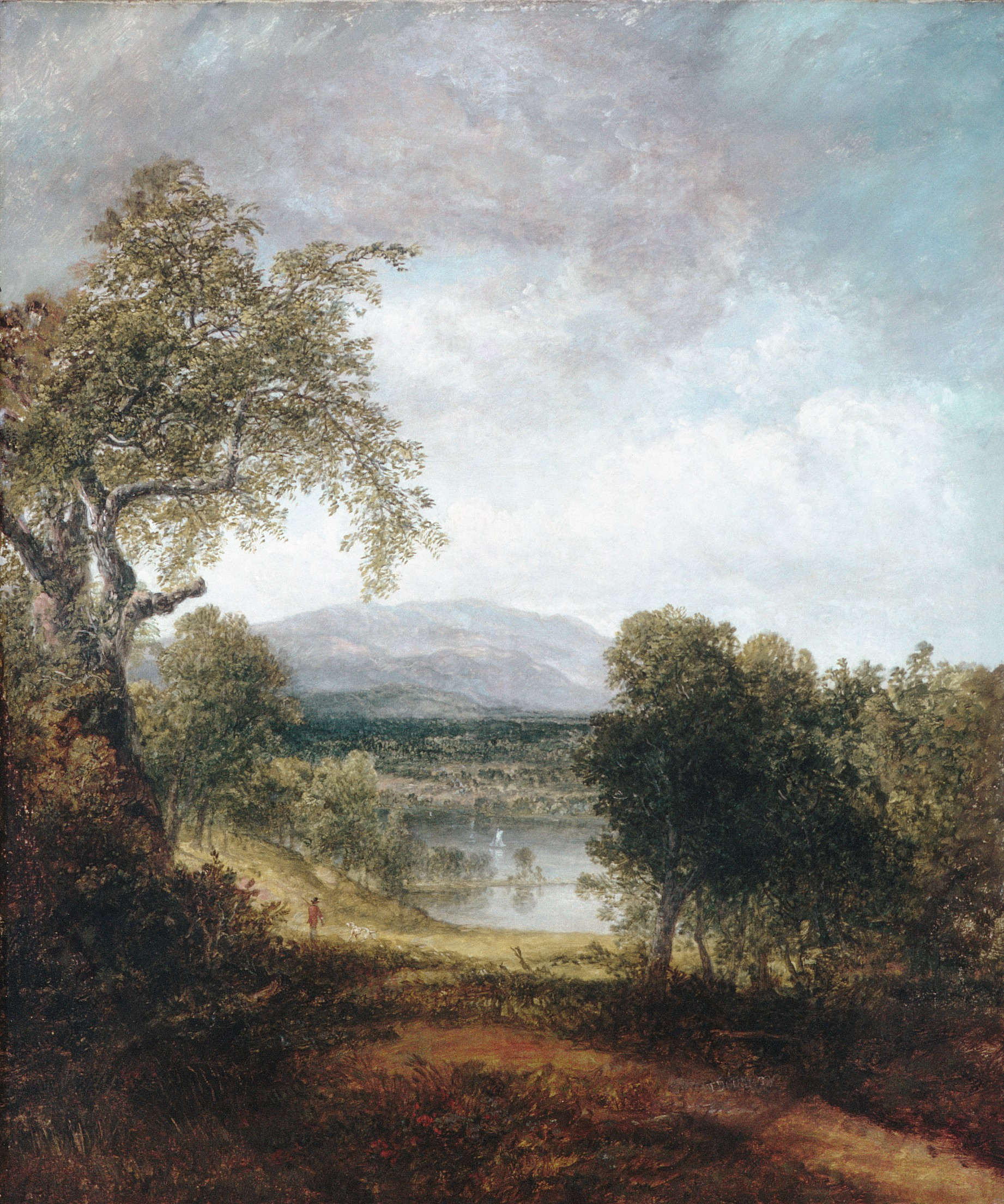
A River Glimpse, 1842-1850, Metropolitan Museum of Art